# Friedhofskapelle (Riegel am Kaiserstuhl)
Koordinaten: 48° 9′ 13″ N, 7° 44′ 47,9″ O

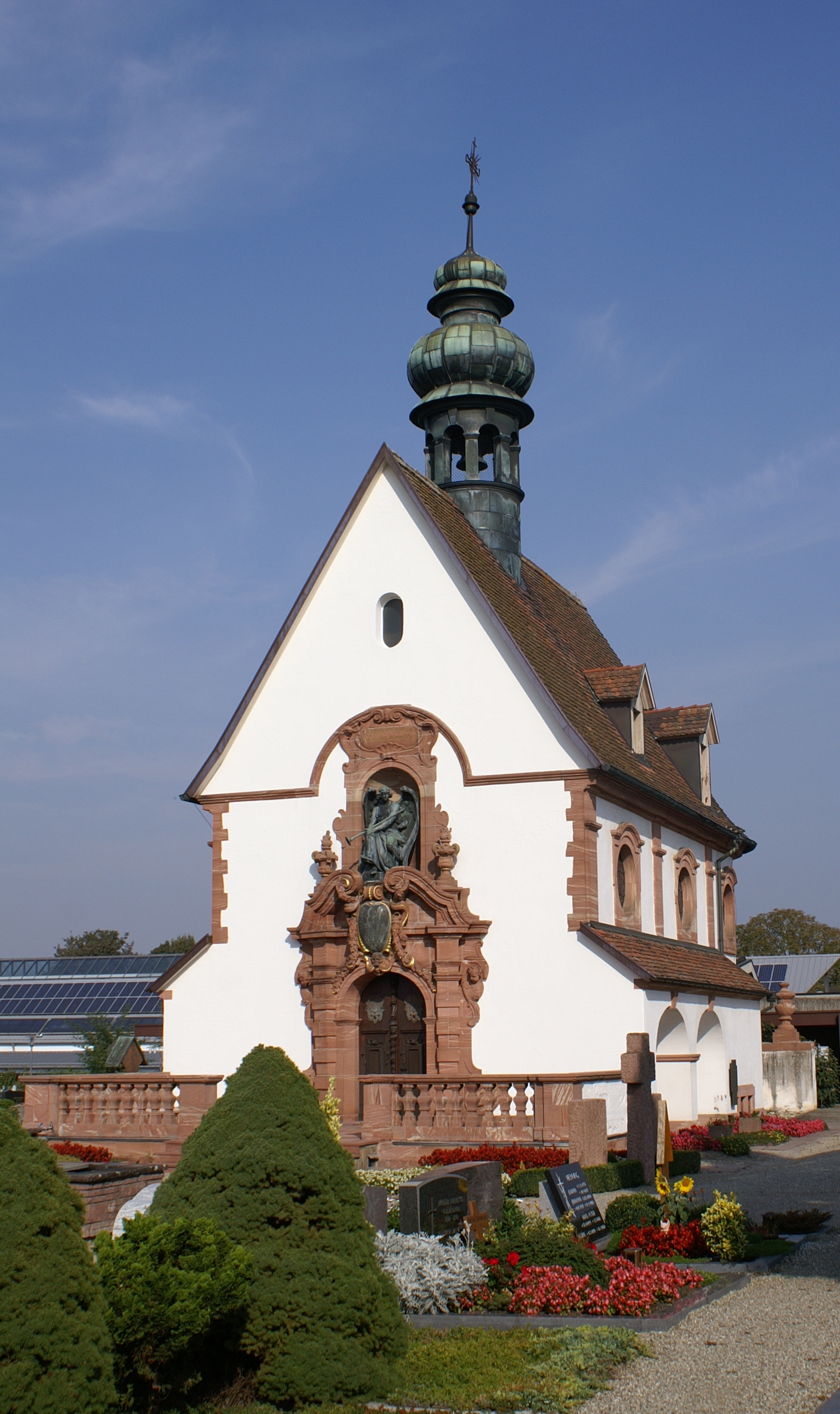
Friedhofskapelle Riegel

Die Friedhofskapelle in Riegel am Kaiserstuhl im Land Baden-Württemberg wurde 1907 fertiggestellt und steht seit 2014 unter Denkmalschutz.

## Geschichte

### Planung
Im Jahr 1901 beschlossen die Familien der Brauereidirektoren Adolf, Ernst und Eduard Meyer, Besitzer der Brauereigesellschaft vorm. Meyer & Söhne AG in Riegel, anlässlich der Erweiterung des Friedhofs der Gemeinde Riegel eine Friedhofskapelle zu schenken, deren Krypta als Grabstätte der Familie Meyer dienen sollte. Der Freiburger Architekt Max Meckel legte im Juni 1901 einen Entwurf im neogotischen Stil vor, der jedoch von den Auftraggebern abgelehnt wurde. Ende 1902 oder Anfang 1903 fertigte der damals für die Brauerei tätige Architekt Wilhelm Blaue einen zweiten Entwurf an, der von Hermann Distel ausgearbeitet wurde. Auch dieser Entwurf kam nicht zur Ausführung, Blaue und Distel wurden zu anderen Bauvorhaben abgerufen. Am 20. Juni 1903 erklärte sich der Architekt Paul Meißner in Darmstadt bereit, den Auftrag zu übernehmen. Er erhielt die Freiheit zur Änderung der bestehenden Pläne, jedoch wurde von Seiten der Bauherren Wert auf die Wahrung des Charakters einer schlichten Dorfkapelle gelegt. Meißner blieb in seiner Ausführung bei Blaues Maßen. Die Portalfassade erhielt ein neues, weitaus „barockeres“ Aussehen als bei Blaues Entwurf. Dieser geänderte Entwurf von Meißner wurde am 15. August 1903 genehmigt und kam zur Ausführung.

### Bau
Am 5. August wurde die Baugrube ausgehoben, am 27. Oktober wurde mit dem Aufmauern der Außenwände begonnen. Am 15. September 1904 wurde das Dach fertiggestellt. Mitte Oktober wurde der Bau abgeschlossen, ebenso wurden die Gewölbearbeiten beendet. Die Fertigstellung des Innenausbaus – Stuck, Farbverglasungen, Portalgestaltung und die weitere Ausstattung – dauerte bis 1907. H. Raithel begann Mitte 1905 mit dem Bearbeiten der Portalsteine, anschließend erfolgte die Arbeit an den Kryptaportalen. Die Stuckarbeiten (nach den Entwürfen Meißners) an den Gewölben der Ober- und Unterkirche dauerten bis Juni 1906. Die Farbverglasungen der Rundfenster wurden nach Entwürfen des Freiburger Künstlers Fritz Geiges ausgeführt. Die Friedhofskapelle wurde am 29. Oktober 1907 durch den von Erzbischof Thomas Nörber bevollmächtigten Ortsgeistlichen Ferdinand Gießler geweiht.
Die Baukosten der Kapelle beliefen sich auf insgesamt 125.000 Mark. Nach dem notariellen Schenkungsvertrag vom 20. Januar 1908 wurde die Kapelle der Gemeinde Riegel mit zusätzlichen 4.000 Mark zur Bauunterhaltung geschenkt. Die Krypta sollte ausschließlich als Grabstätte der Familie Meyer dienen.

### Sanierung
Die Gemeindeverwaltung Riegel beschloss im Jahre 1985, die Kapelle im Außenbereich zu sanieren. Bei den Voruntersuchungen stellte der Bauingenieur und Zimmermann Fritz Bühler fest, dass für die Terrasse bei Vollbelastung Einsturzgefahr besteht. Durch eindringende Nässe waren die Eisenträger stark angerostet und entsprachen nicht mehr den statischen Anforderungen. Er schlug sogar eine Sperrung der Terrasse vor.
Man entschloss sich zu einer fachgerechten Außensanierung. Die Sandsteinplatten wurden entfernt und später zum großen Teil wieder verwendet. Eine neue Deckplatte wurde betoniert. Der Putz, der sich in schlechtem Zustand befand, wurde vollständig entfernt und erneuert. Die Malerarbeiten und Sandsteinbehandlung wurden von dem ortsansässige Künstler Karl-Heinz Thiel durchgeführt. Die verzinkten Blechteile wurden durch Kupferblech ersetzt. Die Kosten der Sanierung beliefen sich auf 107.725 DM. Die Arbeiten wurden am 1. September 1986 abgeschlossen.

### Denkmalschutz
Die Riegeler Friedhofskapelle wurde im März 2014 als Kulturdenkmal von besonderer Bedeutung in das Denkmalbuch des Landes Baden-Württemberg aufgenommen.

## Baubeschreibung

### Außenansicht

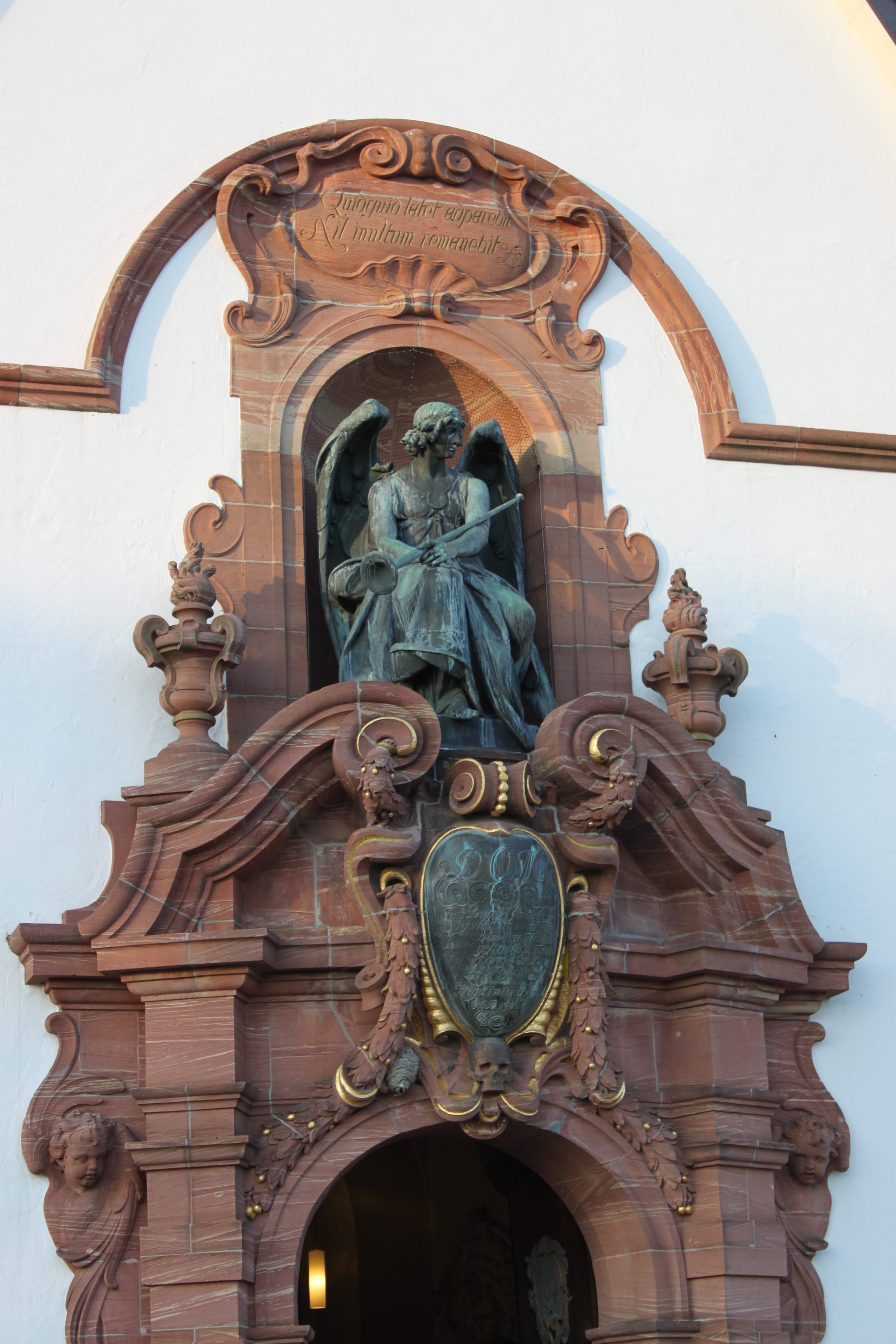
Hauptportal der Friedhofskapelle

Die Kapelle ist Nord-Süd ausgerichtet; der Eingang ist auf der südlichen Giebelseite. Sie ist 8,8 Meter breit und 15,5 Meter lang; über die Terrasse mit schöner Balusterbrüstung gelangt man in eine einschiffige, fast quadratische Saalkirche (6,5 m × 7,7 m). Je zwei Außennischen (1,1 m tief) befinden sich an der Ost- und Westseite. Die flache Apsis zeigt runde Ecken, die Stirnwand ist gerade. Die Längsseiten werden gegliedert durch jeweils drei Sandstein-Pilaster, die bis zum Ansatz des Dachs der Außennischen herab reichen. Die Rundfenster sind von einer relativ breiten und profilierten Steinrahmung gefasst. Die abgerundete Apsis wird ebenfalls durch Pilaster betont. Im flachen Apsisscheitel sitzt ein weiteres, gleich gearbeitetes Rundfenster. Darunter wird in Erdbodenhöhe das Rechteckfenster der Unterkirche sichtbar. Zu beiden Seiten der Apsis stehen je zwei neobarock geformte Steinvasen. Die halbrunden, einfach eingeschnittenen Außennischen nehmen Grabmäler auf, unter anderem das der Eltern der Stifter. Der Sockelstreifen unterbrechen die Rechteckfenster im Querhausabstieg und der Krypta. An der Westseite ist in der Nische eine zweite Tür. Auf dem überdachten Weg gelangt man in die 1974 neu errichtete Leichenhalle.
Der Portalaufbau, über dem sich das fortgeführte Traufgesims der Langhausseiten halbrund aufschwingt, reicht bis in den Dreiecksgiebel hinein. Das Portal selbst wölbt sich in die Terrasse vor. Es wird von rustizierten Wandpfeilern gerahmt und seitlich von Voluten und Putti flankiert. Eine längsovale Bronze-Kartusche über der halbrunden, zweiflügeligen Eichentür trägt die Stifterinschrift: D.O.M / Zum Beten für die teuren Abgeschiedenen / wurde dies Gotteshaus ihrer Heimatgemeinde / geschenkt von den Familien / Adolf, Ernst und Eduard / Meyer, Brauereibesitzer / Riegel im Breisgau A. D. 1903. Hinter den Voluten der als Sprenggiebel aufzufassenden Verdachung stehen rechts und links außen neobarock anmutende Steinvasen auf Steinsockeln. Sie flankieren eine volutengerahmte, profilierte, halbrunde Nische, in der ein sitzender, bronzener Engel des Gerichts in Richtung Riegel schaut. Die gefalteten Hände, mit denen er sich auf das rechte Knie stützt, halten eine Römische Tuba.
Den oberen Portalaufbau bildet wieder eine von Ohrmuscheln umrahmte Kartusche aus Sandstein mit der Inschrift: Siste visitor / quidquid latet adparebitl nil inultum remanebit (deutsch: „Weile Wanderer, was verborgen, wird offen erscheinen, nichts wird ungerächt bleiben.“). Jeder Türflügel ist mit einer Bronzeplatte ausgestattet, deren Inschrift lautet: Mors Janua Vitae („Der Tod ist die Pforte des Lebens“). Das Portal und die Bronzefigur sind Arbeiten des in Darmstadt lehrenden Bildhauers Augusto Varnesi; die Steinmetzarbeit stammt von Heinrich Raithel in Offenbach. Das steile Satteldach schließt mit der Südseite fast bündig ab und wölbt sich kegelförmig über der Apsis. Auf der Ostseite trägt das Dach zwei Gauben. Ein großer, runder Dachreiter mit acht halbrunden Schallöffnungen sitzt auf dem Dachfirst, bedeckt von einem Zwiebelhelm mit Knauf und Kreuzspitze aus Kupfer. Die Glocke im Dachreiter wurde 1906 von der Glockengießerei B. Grüninger gegossen und trug die von Meißner verfasste Inschrift: „St. Michael bin ich genannt und töne weit hinaus ins Land. Die Lebenden mahn ich an ernste Zeit, die Toten ruf ich zur ewigen Freud.“
Diese Glocke wurde im Zweiten Weltkrieg für Rüstungszwecke eingeschmolzen. Heute hängt in dem Dachreiter die kleinste Glocke aus der Pfarrkirche St. Martin, die den Krieg überstand. Die Kapelle ist mit reinem Kalkmörtel verputzt und weiß gestrichen. Die gliedernden Architekturteile einschließlich der Eckquaderungen bestehen aus rötlich geflammtem Mainsandstein.

### Der Innenraum

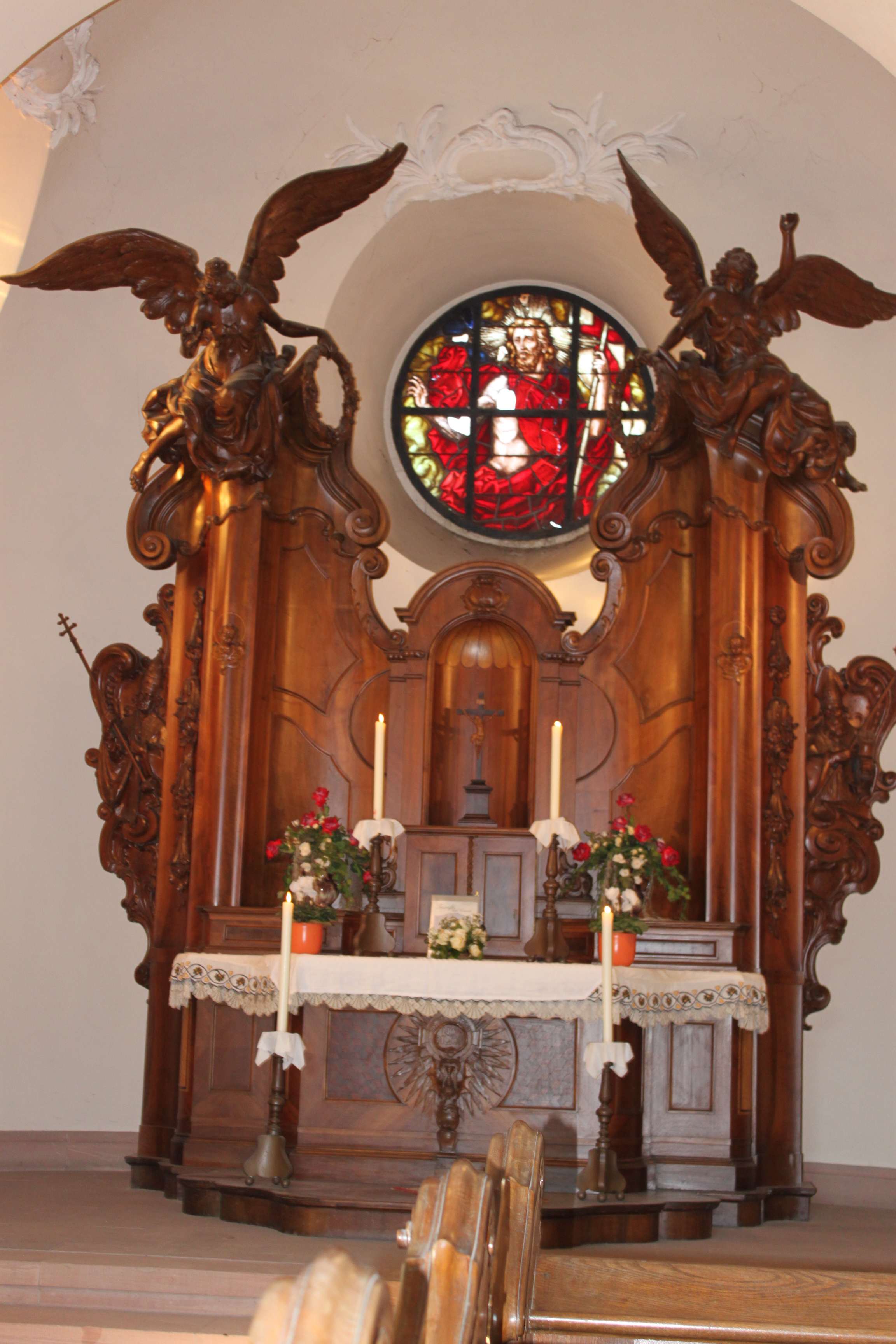
Hochaltar

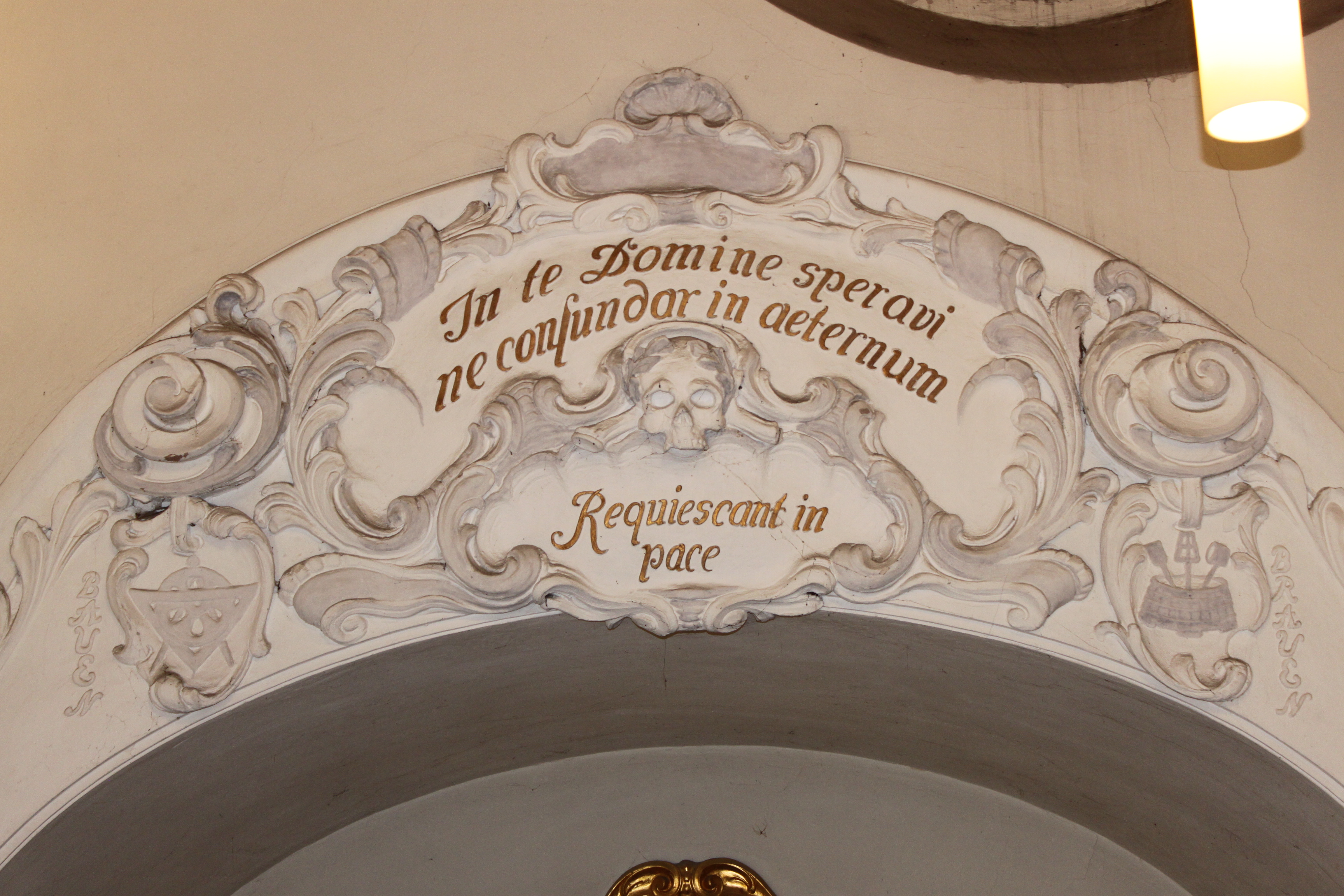
Zugang zur Gruft

In das flache Tonnengewölbe sind beidseitig je zwei Stichkappen über hoch sitzenden Rundfenstern eingeschnitten. Drei Stufen führen in den Chorraum. Der Triumphbogen, als Korbbogen ausgeformt, ist gekehlt. Drei Rundfenster belichten den Chor. Unter den beiden seitlichen Fenstern sind flache, halbrund abschließende Nischen in die Wand eingelassen. Der Innenraum ist weiß gestrichen. Der reichlich verwendete Stuck ist teilweise mit Vergoldungen versehen. Weißer Stuck, rötlich unterlegt, rahmt die Innenseite des Hauptportals; dieselbe Kombination umgibt den Namen Marias und das Ora pro nobis an der Decke des Langhauses. Der Triumphbogen trägt in einer stuckgeformten Kartusche, mit weit ausladendem Blattwerk verziert, die Inschrift: „Ich bin die Auferstehung und das Leben.“
Über dem Bogen der westlichen Nische ist ein Stuckrelief angeordnet. Es stellt Gottvater im Strahlenkranz dar, mit einer Weltkugel in der linken Hand, die rechte zum Segen erhoben. In der Bogenlaibung flankieren Engelsköpfe die Inschrift: Beati, qui in Domino moriunt. („Selig, die in Gott entschlafen“).
Von der östlichen Nische führt eine Sandsteintreppe in die Krypta zu den Grabstätten. Die Nische wird von halbrunden Stuck mit Voluten und Rankenwerk umrahmt. Die Inschrift, deren erster Satz dem Te Deum entnommen ist, lautet: In te Domine speravi ne confundar in aetemum. Requiescant in pace. („Auf dich, Herr, habe ich gehofft, dass ich nicht untergehe auf ewig. Sie mögen in Frieden ruhen.“) Kleine Stuckkartuschen zieren die Decke und Stichkappen der Rundfenster im Altarraum.
Die Rundfenster verleihen der Kapelle innen ihre Farbigkeit. Schwarzweißes Rankenwerk umgibt die farbigen Mittelfelder. Dargestellt sind die Tugenden Caritas und Humilitas in der Südachse; die Wappen der Familie Meyer – drei mittelalterliche Hüte und ein Löwe mit Maiglöckchen – sind in der Nordachse zu sehen. Die beiden seitlichen Rundfenster des Chors stellen Fides und Spes dar. Im Mittelfenster ist die Auferstehung mit Christus als Halbfigur zu sehen. Der Altar, aus Nussbaumholz geschnitzt, steht auf einem Eichenparkett-Boden und hat Einlegearbeiten aus verschiedenen Hölzern. Der Entwurf für den Altar stammt ebenfalls vom Architekten Paul Meißner. Augusto Varnesi baute nach dessen Plänen ein Modell, nach dem dann Podest, Mensa und der mittlere Altaraufbau durch den Freiburger Handwerker Friedrich Zopf angefertigt werden. Die Seitenreliefs schuf der Darmstädter Künstler Bernhard Pitro. Die Seitenplastiken stellen die Riegeler Patrone dar, den Heiligen Martin und den Märtyrer Coelestin, der fälschlicherweise als Papst ausgewiesen ist. Die lebensgroßen Engelsfiguren mit weitgespannten Flügeln über den Seitenteilen halten einen Kranz in der Innenhand. Der nach rechts gewandte Engel trägt eine Posaune in der anderen Hand, der zweite Engel hebt segnend die Hand.

### Die Krypta
Eine gewendelte, rote Sandsteintreppe in der östlichen Nische führt zur Krypta mit der Begräbnisstätte der Familie Meyer, die durch ein schmiedeeisernes Gitter verschlossen ist. Das Sandsteinportal ist auf seiner Innenseite von schmückender Umrahmung mit leichter Goldauflage, rötlich unterlegt, umgeben. In der Umrahmung nehmen die Buchstaben A (alpha) und O (omega) in wechselnder Folge,
gesenkte Fackeln und ein Totenkopf im Scheitelbogen das Thema der Krypta auf. Der nördliche Teil des niedrigen Raums wird durch drei Farbverglasungen nach Entwurf von Fritz Geiges belichtet. Unter den Seitenfenstern – sie zeigen pralle Girlanden – stehen Sandstein-Urnen mit Maiglöckchendekor und ornamentalem Sockelfries. Unter dem mittleren Fenster – es zeigt das durchbohrte Herz Jesu – befindet sich ein Steinaltar, getragen von einer Konsole. Zwei Urnen mit neoklassizistischem Zuschnitt ergänzen die Altargruppe. Auch dieser Raum ist reich mit Stuck geschmückt. Die Decke zeigt Putti, die um das „Halleluja“ gruppiert sind. Tauben umfliegen einen Brunnen, aus dem Wasser quillt. Um den Brunnen haben sich musizierende Putten versammelt; die rahmende Inschrift verheißt: „Siehe, ich sage Euch ein Geheimnis / wir werden nicht alle entschlafen / sondern werden verwandelt werden / plötzlich, in einem Augenblick / zur Zeit der letzten Posaune.“

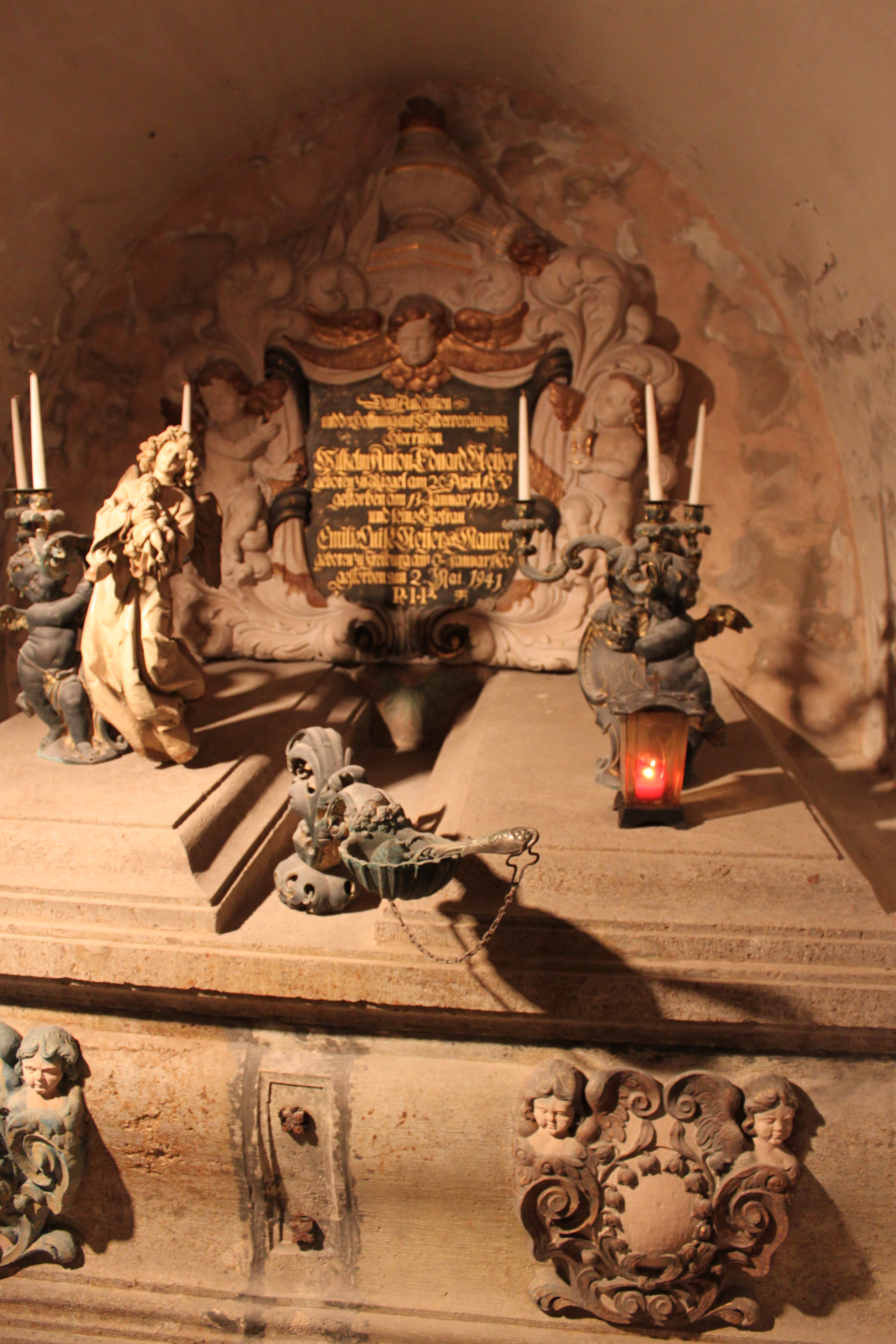
Sarkophag in der Gruft

Der Treppe gegenüber stehen zwei Sarkophage aus Muschelkalk hinter einem reich verzierten, schmiedeeisernen Gitter. Große Leuchter und das Weihwasserbecken aus Bronze auf den Sarkophagen sowie ein Epitaph an der Rückwand ergänzen die Ausstattung. Der eigentliche Eingang zur Gruft ist ebenfalls reich dekoriert durch Sandsteinvoluten mit Goldauflage und Akanthusblätter in den Ecken. Ein perspektivisch gearbeitetes, weiß gestrichenes Tor führt zu den Grabnischen. Unter dem Eingangsbereich der Oberkirche und der Terrasse schließt ein leerer Raum als Querriegel die Gruft ab.

## Öffnung der Friedhofskapelle
Die Friedhofskapelle mit der Krypta ist im Wesentlichen an Allerheiligen (1. November) für jedermann zugänglich. Weitere Besichtigungen nach Absprache mit der Gemeindeverwaltung möglich.